# Гайдном буду!
«Гайдном буду!» — второй сольный альбом Сергея Чигракова.
Записан в апреле — мае 2001 года. Чиж спел и сыграл на всех инструментах, не привлекая продюсеров и других музыкантов. По традиции звукооператором выступил Юрий Морозов.

## Список композиций
Слова и музыка всех песен — написаны Сергеем Чиграковым.
| №   | Название                    | Длительность |
| --- | --------------------------- | ------------ |
| 1.  | «Не ко мне»                 | 3:05         |
| 2.  | «18 берёз»                  | 3:40         |
| 3.  | «Менуэт»                    | 4:58         |
| 4.  | «Гайдном буду!»             | 8:37         |
| 5.  | «Танец дамской разведки»    | 5:32         |
| 6.  | «Романс» (Посвящается Д.С.) | 4:20         |
| 7.  | «Пастораль»                 | 3:41         |
| 8.  | «День рождения»             | 4:07         |
| 9.  | «17.04.2001»                | 6:35         |
| 10. | «Гав-гав»                   | 3:51         |

## Участники записи
- Сергей Чиграков — электрическая гитара, акустическая гитара, рояль, клавишные, перкуссия, бас-гитара, губная гармоника
- Дизайн, вёрстка — Алексей Андреев, Валерий Потапов.
- Фото — Валерий Потапов